# Палагружа
Палагружа (хорв. Palagruža, італ. Pelagosa) — невеликий віддалений архіпелаг в центрі Адріатичного моря. Належить Хорватії.

## Географія
Складається з головного острова Велика Палагружа, меншого Мала Палагружа і близько двох десятків довколишніх скель і рифів. Складений доломітовими породами і є гребенем виступаючої гори, має скелясті береги, загальна площа архіпелагу — 40 га. Розташований за 123 км на південь від хорватського Спліта і за 160 км на схід від італійської Пескари, його видно лише з інших віддалених островів Хорватії та Італії. Є найпівденнішою точкою Хорватії і найменш доступною її частиною, якої можна досягти тільки на човні за дві-три години з хорватського острова Корчула.
Велика Палагружа (італ. Pelagosa Grande) являє собою острів 1400 м завдовжки і 300 м завширшки, площею 29 га. Найвища точка острова і всього архіпелагу знаходиться на висоті 92 м над рівнем моря, на ній встановлений маяк. Висадка на Палагружу утруднена, плавання в навколишніх водах небезпечне. Острів безлюдний, за винятком працівників маяка і туристів влітку, що розміщуються в двох 4-місних номерах маяка, в якому також встановлена метеостанція. Є невеликий пляж. Крім Великої Палагружі, виділяють Малу Палагружу (за 250 метрів на схід, висота 51 м) і скелі Камік од Трамонтана і Галіжула (скеля за 5,3 км на схід).

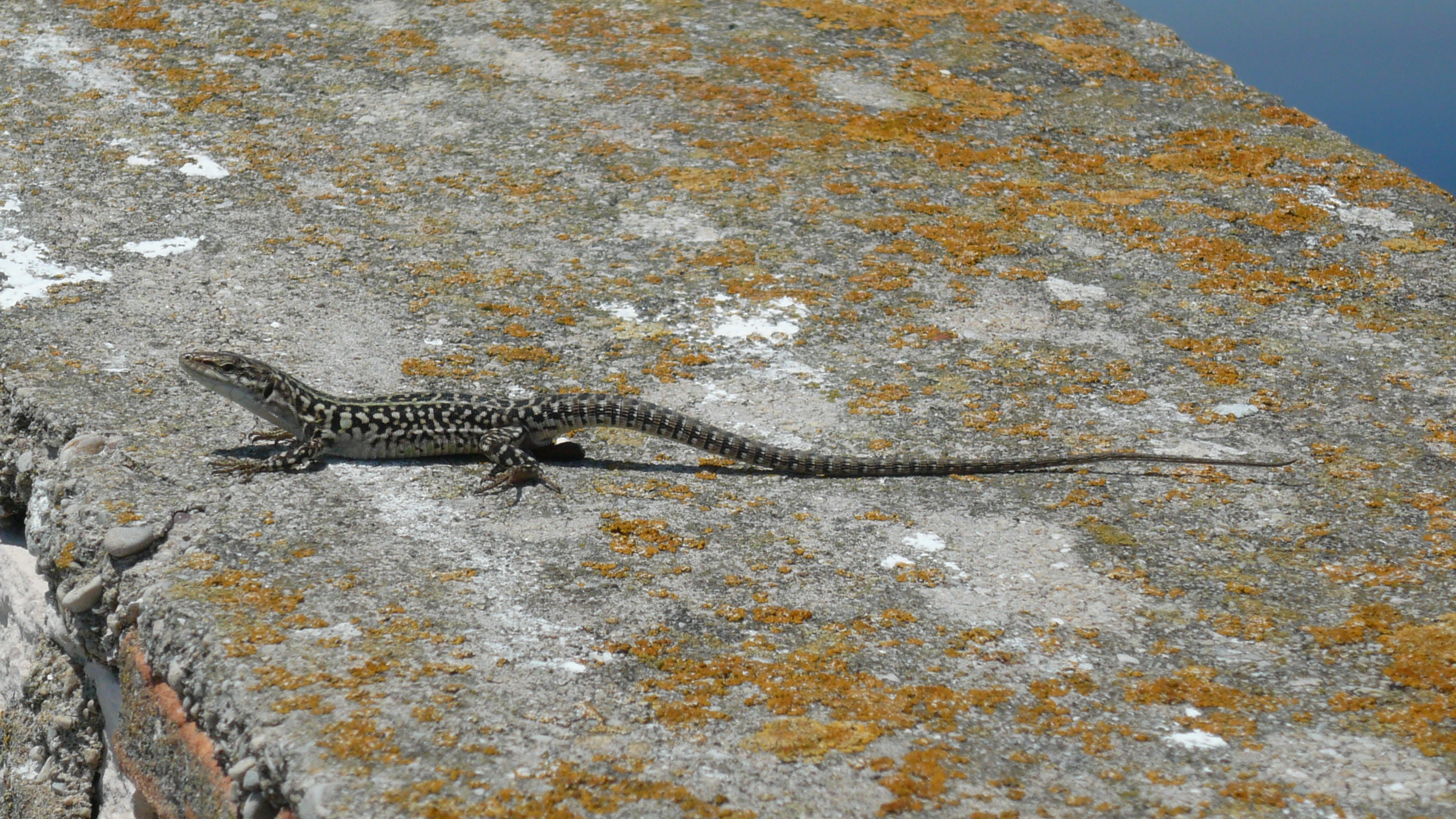
Ящірка на Палагружі.

Палагружа знаходиться в центрі багатого рибою району, включаючи нерестовище сардин. Є природним заповідником, має декілька ендемічних видів рослинності. Найбільшим представником наземної фауни є чорна ящірка. Також на острові є змії, в тому числі отруйні.
Клімат Палагружі відрізняється від клімату решти Хорватії в силу впливу моря, а від середземноморського клімату — в бік більш субтропічного з теплими зимами і жарким літом. Рослинність нагадує Південний Крит, Гібралтар і деякі райони Північної Африки. Опади невеликі і за рік досягають величини в 270 мм.

## Історія
Назва італійською та хорватською походить від грецького «пелагос» («море»).
Палагружа ближче до Італії, ніж до Хорватії, знаходиться за 42 км від Монте Гаргано і до 1861 належала Королівству Обох Сицилій, а потім Італії. Однак, була відступлена в 1873 Австро-Угорщині за договором Трьох Імператорів. Через два роки нова влада побудувала існуючий маяк. Між Світовими війнами архіпелаг знову належав Італії як частина провінції Зара. В 1947у відійшов Югославії, а після її розпаду — Хорватії. Це традиційне місце рибного промислу комуни Комижа, на хорватському острові Вис.